# Onthophagus kukunorensis
Onthophagus kukunorensis är en skalbaggsart som beskrevs av Kabakov 1990. Onthophagus kukunorensis ingår i släktet Onthophagus och familjen bladhorningar. Inga underarter finns listade i Catalogue of Life.